# Gérana
Pour les articles homonymes, voir Œnoé.

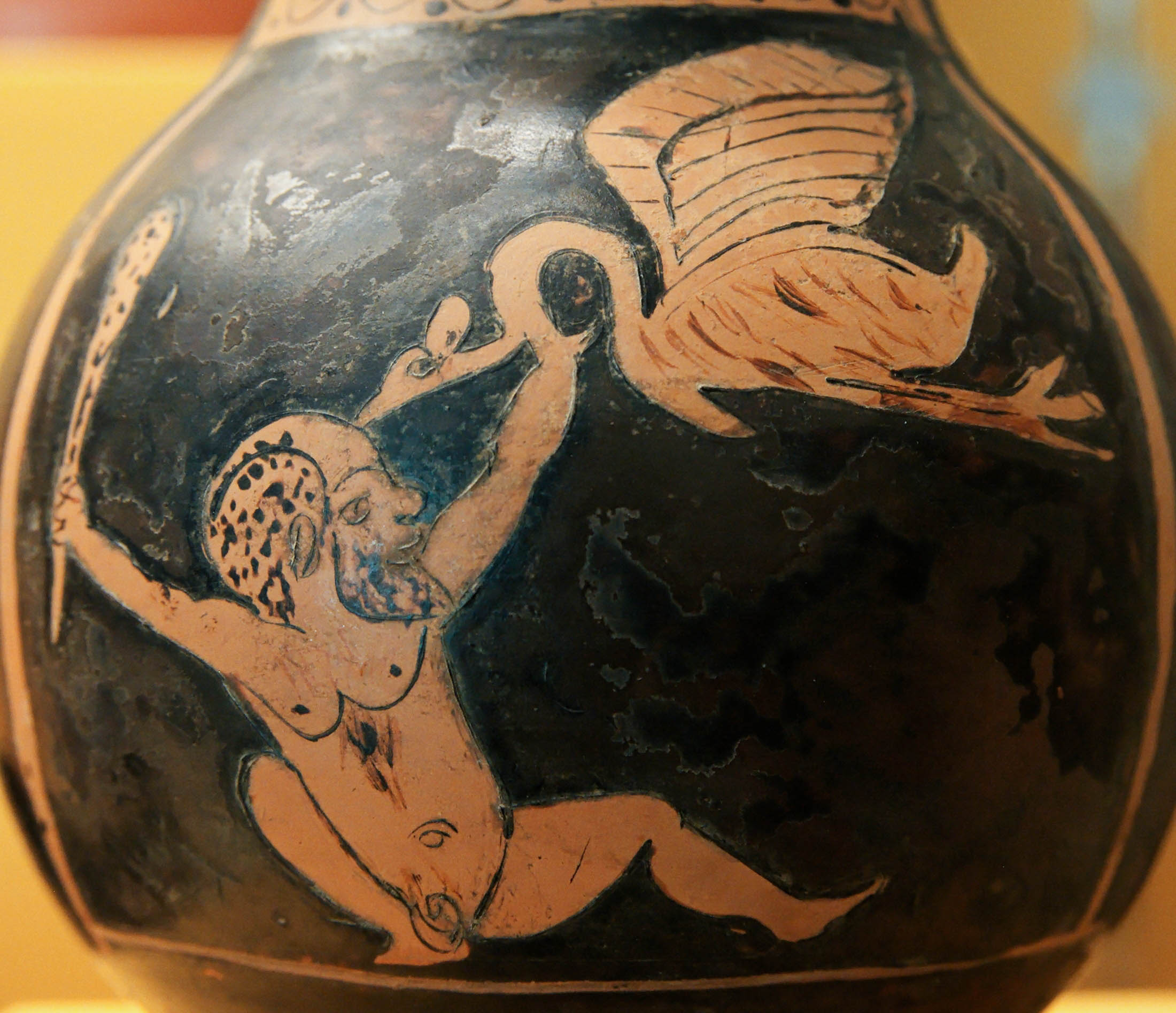
Combat d'un pygmée et d'une grue. Œnochoé attique à figures rouges, 430-420 av. J.-C. Musée archéologique national à Madrid

Dans la mythologie grecque, Gérana, (en grec ancien Γεράνα / Gerána, de γεράνος / gerános, « grue ») ou Œnoé (Οινόη / Oinóê) est une Pygmée à l'origine du motif mythologique de la « Géranomachie », guerre entre les grues et les Pygmées.
Le récit que donne Athénée s'inspire de l’Ornithogonie de Boïos : Gérana est honorée par les Pygmées comme une déesse, mais elle-même méprise le culte des vrais dieux. Cela provoque le courroux d'Héra et d'Artémis : la première change Gérana en grue, les Pygmées la rejettent alors et lui font la guerre. De plus, Gérana aurait eu une fille avec Nicodamas, Chéloné, qui aurait été changée en tortue terrestre (Χελώνη / Khelônê signifie « tortue » en grec). Antoninus Liberalis livre un récit très similaire, qui se base sur la même source : il ne mentionne pas de fille mais un fils, Mopsos ; lorsqu'Œnoé est changée en grue, elle essaie de récupérer son fils mais est sans cesse repoussée par les Pygmées.
Ovide ne mentionne pas son nom mais rapporte brièvement l'histoire de la « mère des Pygmées » (Pygmaeae matris), vaincue par Héra lors d'un concours, changée en grue et condamnée à faire la guerre à son peuple.
Joseph Fontenrose identifie Gérana avec Lamia.